# Tuttle Cove
Die Tuttle Cove ist eine 300 m lange und ebenso breite Bucht am westlichen Ende von Amsler Island im westantarktischen Palmer-Archipel. Sie liegt 800 m nordöstlich von Torgersen Island und 1,9 km nordwestlich der Palmer-Station.
Das Advisory Committee on Antarctic Names benannte die Bucht 2014 nach Robin Tuttle, die mehr als 20 Jahre Mitglied der US-Delegation in der Kommission zur Erhaltung der lebenden Meeresschätze der Antarktis war.